# 斯特莱尼亚
斯特莱尼亚（英語：Strenua）古罗马宗教和神话中的女性神祇之一。盛行于古罗马时期，其事迹反映于相关古典作家之著述，具有重要地影响与积极意义。